# 陳原祐
陳原祐（1382年—？），字本孚，福建建寧府建安縣南隅七圖人，明朝政治人物。進士出身。

## 生平
福建鄉試五十二名。永樂十年（1412年）壬辰科會試四十七名，殿試登進士第二甲第二十名。

## 家族
曾祖陳德懋，曾任仕泉州提舉。祖父陳宗起，曾任仕福州府閩縣主簿。父亲陳伯良。